# 鬥牛
鬥牛，是指牛與人、牛與牛、或牛與狗間在鬥牛場進行打鬥的一項競技活動。

## 西班牙鬥牛

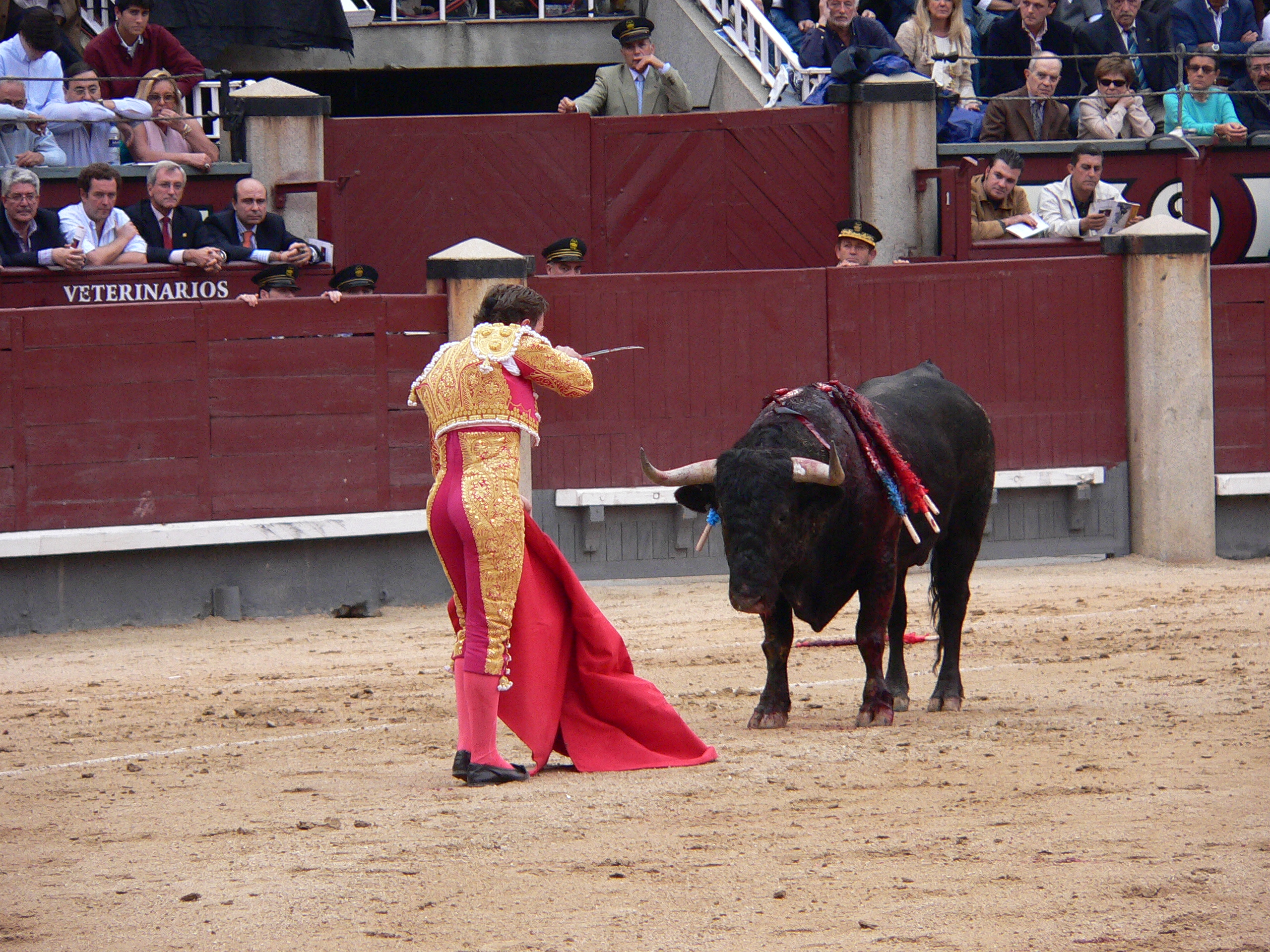
正在西班牙馬德里進行的鬥牛

鬥牛的西班牙語為toreo，corrida de toros或tauromaquia，葡萄牙語為tourada，corrida de touros或tauromaquia，是一項人與牛鬥的運動。參與鬥牛的人稱為鬥牛士，主要流行於西班牙、葡萄牙以及拉丁美洲，更是西班牙的國技。鬥牛的歷史可追溯至史前時代的牛崇拜以及壁畫中。西班牙斗牛有三个部分，分别是引逗，上花镖和斗杀，最终斗牛士会携带长剑和红布上场，在挑逗的同时也会找时机把剑刺向牛心，这也是整个斗牛最精彩的环节，牛也会在短时间内倒地。

## 葡萄牙鬥牛
鬥牛是葡萄牙的傳統項目，它與西班牙有很大的不同。在葡萄牙鬥牛中，鬥牛士是騎馬的，他們不會刺死牛，因為葡萄牙法律禁止此行為，牛的牛角會被鋸掉，危險系數較西班牙鬥牛低。鬥牛過程中，鬥牛士會使用長矛抵擋公牛的進攻。

## 日本鬥牛
日本的鬥牛則是一項牛與牛鬥的運動。主要依靠的是兩條牛上的牛角，互相推擠比較力氣。常見於愛媛縣、鹿兒島縣、島根縣、沖繩縣、新潟縣等地。愛媛縣城下町宇和島市可以看到從300多年前沿襲至今的傳統鬥牛表演。現在每年仍要舉行5次。體重達1噸的兩頭牛角對角，一直要頂到一方喪失鬥志爲止。

## 韓國鬥牛
韓國慶尚北道的清道郡，每年3月都會舉行清道鬥牛節，當中最矚目的，便是由兩頭牛的激烈對壘。為期五日的比賽中，會有超過一百頭經過細心挑選的牛隻參與，當中更分為國內及國外組別，從日本、美國和澳洲而來的牛王會與韓國牛王比賽，比賽長達九小時。欣賞鬥牛的同時，節慶中還有製作鬥牛飾物、坐牛車及品嘗清道牛料理等節目，以及各種的鄉土玩意。

## 中国斗牛

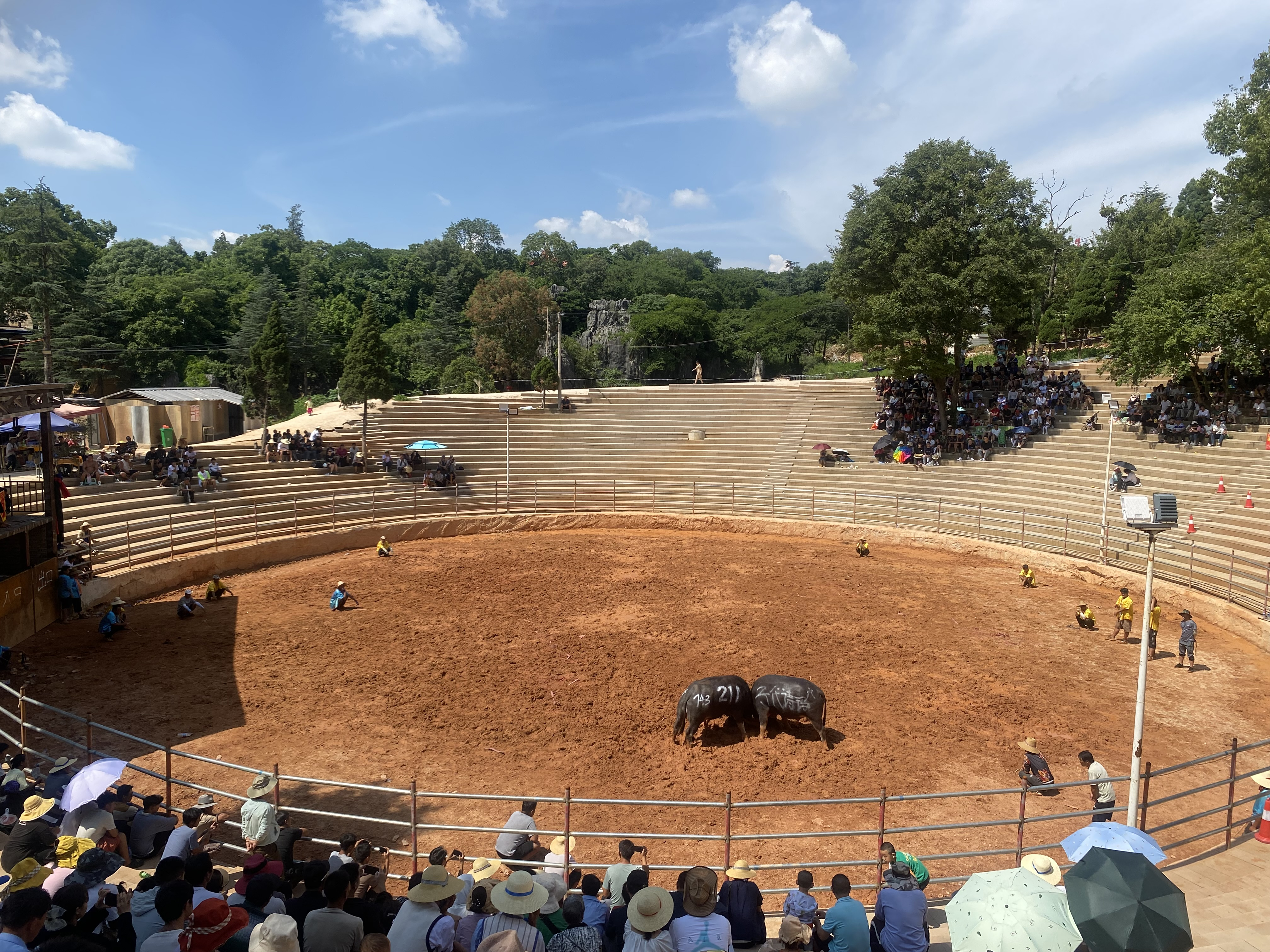
云南省石林县火把节斗牛

斗牛是中国民间传统的一项习俗。唐代画家戴嵩就画有《鬥牛圖》。南宋曾敏行在《獨醒雜志》记载：“馬正惠公（馬知節）嘗珍其所藏戴嵩《鬥牛圖》，暇日展曝於廳前，有輸租氓見而竊笑，公疑之，問其故。對曰：『農非知畫，乃識真牛。方其鬥時，夾尾於髀間，雖壯夫膂力不能出之。此圖皆舉其尾，似不類矣。』公為之歎服。” 可见宋代农民常观看斗牛运动。宋代有不少描述斗牛的诗歌，如北宋文学家文同的《毛老鬥牛》诗曰：“牛牛爾何爭，於此輒鬥怒。長鞭閙兒童，大炬走翁嫗。蒼㺏八九子，駭立各四顧。何時解角歸，茅舍江村暮。”（《丹淵集·卷十九》）在中国的少数民族地区，也存在着斗牛这样的运动，主要存在在牧区。如云贵地区的彝族，苗族和侗族均有斗牛习俗，當中貴州省的開陽縣3月也會舉行鬥牛節，山頭上湧滿圍觀的熱鬧人群。在浙江金华也有斗牛的习俗。

## 英國
在英國古代，鬥牛是指用鬥牛犬等犬類與公牛相鬥取樂，在19世紀初被廢止。

## 軼事
2009年1月24日，墨西哥一名11歲被當地人譽爲「鬥牛神童」鬥牛士米切利托．拉戈拉威爾在墨西哥梅里達的一個鬥牛場2小時內殺死了六頭一至兩歲的公牛，在爭議下申請吉尼斯世界記錄證書。不過，吉尼斯總部以這個紀錄過于血腥和殘忍，表示不會認可，「我們不會接受建立在對動物的殺戮和傷害基礎之上的紀錄。」他將角逐殺死牛最多和年齡最小的鬥牛士兩項世界記錄，包括許多兒童在內的3500人在鬥牛場觀看了拉戈拉威爾的鬥牛表演。拉戈拉威爾在事後稱：「我很高興取得這一偉大的勝利。」他的行為使動物權利保護人士感到憤怒。墨西哥鬥牛協會主席佩德羅·哈瑟斯表示：「米利托的勝利對于墨西哥在推廣鬥牛運動上有著積極的意義。現在墨西哥的鬥牛士越來越少了，米利托的出現，一定會使鬥牛業重新火爆起來。」他在6歲時已在墨西哥已經參加過160場鬥牛比賽、殺死了數十頭牛。